# Roseanne Barr
Roseanne Cherrie Barr (ur. 3 listopada 1952 w Salt Lake City) – amerykańska aktorka i komiczka. Odtwórczyni roli Roseanne Harris-Conner w sitcomie ABC Roseanne (1988–1997, 2018), za którą w 1993 zdobyła nagrodę Emmy i Złoty Glob.
W 1992 otrzymała własną gwiazdę w Alei Gwiazd w Los Angeles znajdującą się przy 6767 Hollywood Boulevard.

## Życiorys

### Wczesne lata
Urodziła się i dorastała w Salt Lake City w stanie Utah w rodzinie żydowskiej jako najstarsza z czwórki dzieci Helen (z domu Davis), księgowej i kasjerki, oraz Jerome’a Hershela „Jerry’ego” Barra, który pracował jako sprzedawca. Dziadkowie i pradziadkowie Barr byli imigrantami z Ukrainy, Rosji, Litwy i Austro–Węgier, a jej dziadek ze strony ojca po przyjeździe do Stanów Zjednoczonych zmienił nazwisko z Borisofsky na Barr. Wychowywała się z młodszym bratem Benem oraz młodszymi siostrami – Geraldine i Stephanie.
Na jej żydowskie wychowanie miała wpływ jej pobożnie ortodoksyjna żydowska babka ze strony matki. Rodzice Barr utrzymywali w tajemnicy swoje żydowskie dziedzictwo przed sąsiadami i byli częściowo zaangażowani w Kościół Jezusa Chrystusa Świętych w Dniach Ostatnich. Barr stwierdziła: „Piątek, sobota i niedziela rano byłam Żydówką; niedzielne popołudnie, wtorkowe popołudnie i środowe popołudnie byliśmy mormonami”.
Porzuciła szkołę średnią, gdy miała 17 lat, a wkrótce potem przeżyła wypadek drogowy, w wyniku którego doznała urazu mózgu. Wkrótce po wypadku Barr został przyjęta do szpitala psychiatrycznego. Przebywając w placówce Barr urodziła swoją pierwszą córkę Brandi Brown (ur. 1971), którą następnie oddała do adopcji (po latach pogodziła się z córką). Niecały rok po przyjęciu do instytucji Barr została zwolniona. Kiedy miała 18 lat, Barr powiedziała swojej rodzinie, że zamierza odwiedzić przyjaciela w Kolorado, ale już nie powróciła do domu.

### Kariera
W 1970 swoją karierę rozpoczęła od występów jako stand-uperka w klubach w Denver i Kolorado. Wkrótce Barr trafiła do Los Angeles, gdzie zaczęła pojawiać się w The Comedy Store. Następnie, w sierpniu 1985 gościła w programie NBC The Tonight Show Starring Johnny Carson. Rozpoznawalność wśród telewidzów zdobyła jako Roseanne Harris-Conner w sitcomie ABC Roseanne (1988–1997, 2018), którego była także producentką i reżyserką. Po zakończeniu produkcji Barr prowadziła własny talk show The Roseanne Show, który był emitowany w latach 1998−2000. Była na okładkach magazynów takich jak „People”, „Esquire”, „Vanity Fair” i „Entertainment Weekly”. Ponadto napisała dwie książki: My Life as a Woman (1989) i My Lives (1994).
Debiutowała na kinowym ekranie w roli mężatki z dwójką dzieci – Ruth Patchett w czarnej komedii Diablica (She-Devil, 1989) z Meryl Streep. Za rolę głosową Julie w komedii familijnej Amy Heckerling I kto to mówi 2 (1990) była nominowana do Złotej Maliny dla najgorszej aktorki drugoplanowej. W 1997 zagrała Złą Czarownicę z Zachodu w nowojorskiej produkcji scenicznej Czarnoksiężnik z Krainy Oz.
Wystąpiła w komediodramacie Gusa Van Santa I kowbojki mogą marzyć (Even Cowgirls Get the Blues, 1993) jako Madame Zoe, komedii Wayne’a Wanga i Paula Austera Brooklyn Boogie (Blue in the Face, 1995) w roli Dot i komedii kryminalnej Johna Watersa Cecil B. Demented (2000). Użyczyła głosu Maggie w westernie animowanym Rogate ranczo (Home on the Range, 2004), Rosey w telewizyjnym filmie animowanym Mała Rosey (1992) i jako Kraang Prime w serii animowanej Wojownicze Żółwie Ninja (2013–2014). Gościła na małym ekranie w serialach, w tym Inny świat (1992), Szpital miejski (1994), Trzecia planeta od Słońca (1997), Pomoc domowa (1997), Mam na imię Earl (2006), Biuro (2013), Millerowie (2014) i Cristela (2015).
Zaangażowała się także w politykę. W 2012 ubiegała się o nominację prezydencką z ramienia Partii Zielonych, lecz wygrała Jill Stein. Na łamach „The Forward” wspomniała o kandydowaniu na stanowisko premiera Izraela.

## Życie prywatne
Była trzy razy zamężna. 4 lutego 1974 wzięła ślub z Billem Pentlandem, z którym ma dwie córki – Jessicę (ur. 1975) i Jennifer (ur. 1976) oraz syna Jake’a (ur. 1978). 16 stycznia 1990 doszło do rozwodu. W 1983 poznała aktora komediowego Toma Arnolda, z którym zawarła związek małżeński 20 stycznia 1990. Zainwestowała 16 mln dolarów z Arnoldem w ekskluzywne mieszkania i restaurację (Tom’s Big Food Diner) w Eldon. Ich związek skomplikował jego alkoholizm i uzależnienie od narkotyków. 9 grudnia 1994 rozwiedli się. 14 lutego 1995 wyszła za mąż za Bena Thomasa, z którym ma syna Bucka (ur. 1995). W październiku 2002 rozwiedli się.

## Nagrody
| Rok  | Nagroda                         | Kategoria                                           | Produkcja |
| ---- | ------------------------------- | --------------------------------------------------- | --------- |
| 1989 | People’s Choice Award           | Ulubiona aktorka w nowym programie telewizyjnym     | –         |
| 1990 | People’s Choice Award           | Ulubiona artystka telewizyjna                       | –         |
| 1990 | People’s Choice Award           | Ulubiona wszechstronna artystka                     | –         |
| 1992 | Nickelodeon Kids’ Choice Awards | Ulubiona aktorka telewizyjna                        | Roseanne  |
| 1993 | Nickelodeon Kids’ Choice Awards | Ulubiona aktorka telewizyjna                        | Roseanne  |
| 1993 | Nagroda Emmy                    | Najlepsza aktorka w serialu komediowym              | Roseanne  |
| 1993 | Złoty Glob                      | Najlepsza aktorka w serialu komediowym lub musicalu | Roseanne  |
| 1993 | GLAAD Media Awards              | Nagroda Awangardy                                   | –         |
| 1994 | People’s Choice Award           | Ulubiona artystka telewizyjna                       | –         |
| 1995 | People’s Choice Award           | Ulubiona artystka telewizyjna                       | –         |

## Publikacje
- Roseanne Barr: Roseanne: My Life as a Woman. Harper & Row, 1989. ISBN 978-0-06-015957-3. Brak numerów stron w książce
- Roseanne Barr: My Lives. Ballantine Books, 1994. ISBN 0-345-37815-6. Brak numerów stron w książce